# Reformovaný kostel Luxembourg
Reformovaný kostel Luxembourg (fr. Église réformée de Luxembourg) je kostel francouzské reformované církve v 6. obvodu v Paříži, v ulici Rue Madame. Kostel je členem Union des Églises évangéliques de France.

## Historie
Kostel vysvětil 11. dubna 1857 pastor Edmond de Pressensé, jeden ze zakladatelů kaple Taitbout. Architektem byl Alexandre Francis de Valcour. Kostel se stal farním v roce 1867, kdy byl pastorem Roger Hollard, který byl ve funkci až do své smrti v roce 1902. Dne 1. května 1939 se kostel připojil k unii reformních církví ve Francii.
V roce 2005 se farnost sloučila s farností kostela Pentemont a od té doby se nazývá Farnost Pentemont-Luxembourg.
Varhany v novogotickém slohu vytvořila manufaktura Abbey Frères de Versailles v roce 1892.